# Горобець чорнокрилий
Горобець чорнокрилий (Montifringilla adamsi) — вид горобцеподібних птахів родини горобцевих (Passeridae).

## Поширення
Вид поширений у горах в Китаї, Індії, Непалі та Пакистані. Мешкає у заростях сухого чагарника. Влітку трапляється на висотах 4200–5100 метрів, а взимку — 2530–3445 метрів.

## Спосіб життя
Трапляється зграями. Живиться насінням, молодняк годує комахами. Пари займають гніздові території у квітні-травні, сезон розмноження триває у червні– серпні.